# Esther Hill
Esther Marjorie Hill, född 29 maj 1895 i Guelph, död 7 januari 1985 i Victoria, British Columbia, var en av de första kvinnliga arkitekterna i Kanada.

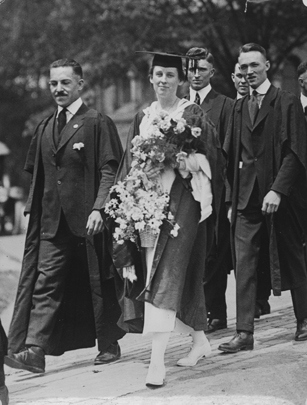
Esther Hill, nyutexaminerad från University of Toronto, 1920.

## Uppväxt och utbildning
Esther Hill växte upp i Edmonton. Hennes far, E. Lincoln Hill, var lärare och bibliotekarie, och hennes mor, lärarinnan Jenny Stork, var bland de tio första kvinnliga studenterna vid University of Toronto. Esther Hill avlade kandidatexamen vid University of Alberta 1916 och blev hösten samma år den första kvinnan som antogs till arkitekturprogrammet vid detta lärosäte. Efter att programmet lades ned 1918 på grund av för få studerande flyttade hon till University of Toronto där hon 1920 avlade, som den första kvinnan i Kanada, kandidatexamen i arkitektur. På grund av hennes kön fick hennes diplomutdelningsceremoni uppmärksamhet från pressen. Därefter bedrev hon studier i stadsplanering vid University of Toronto samt läste en sommarkurs vid Columbia University i New York.

## Yrkesverksamhet
På grund av könsdiskriminering hade Esther Hill svårt att omgående efter examen få anställning i yrket och arbetade inledningsvis som inredningsarkitekt på ett varuhus. Under en kortare tid 1922 var hon anställd som ritare vid en arkitektbyrå i Edmonton varpå hon fortsatte sina studier i Toronto och USA. Det var inte förrän 1925 som hon beviljades medlemskapet i Alberta Association of Architects och blev därmed Kanadas första kvinnliga licensierade arkitekt. Fram till 1928 var hon verksam i New York, där hon bland annat arbetade för en annan tidig kvinnlig arkitekt, Marcia Mead.
Efter återkomsten till Kanada fullbordade Hill ett fåtal projekt men den Stora depressionens ankomst 1930 tvingade henne att byta bana. Hon försörjde sig som vävare och handskmakare fram till 1936 då hon återupptog arkitektyrket i egen byrå i Victoria. Åren 1946–52 var hon ledamot i Victorias stadsplaneringsnämnd. Hon ritade huvudsakligen enbostadshus, men även några flerbostadshus, en kyrkotillbyggnad och ett av Kanadas första äldreboenden, Glenn Warren Lodge. Hon gick i pension 1963. Många av de hus som hon ritade är numera rivna.